# Terence McKenna
Terence Kemp McKenna (n. 16 noiembrie 1946, Paonia⁠(d), Colorado, SUA – d. 3 aprilie 2000, San Rafael⁠(d), California, SUA) a fost un etnobotanist american, mistic, psihonaut, lector, autor și avocat pentru utilizarea responsabilă a plantelor psihedelice care apar în mod natural. El a vorbit și a scris despre o varietate de subiecte, inclusiv medicamente psihedelice, entogeni pe bază de plante, șamanism, metafizică, alchimie, limbaj, filozofie, cultură, tehnologie, mediu și originile teoretice ale conștiinței umane. El a fost numit „ Timothy Leary al anilor ’90”,   „una dintre autoritățile de frunte pe fundamentele ontologice ale șamanismului”,  și „vocea intelectuală a culturii Rave ”. 
McKenna a formulat un concept despre natura timpului bazat pe tiparele fractale pe care el a afirmat că le-a descoperit în Yi-Jing, pe care el a numit-o teoria noutății,   propunând acest lucru prevăzut sfârșitul timpului și o tranziție a conștiinței în anul 2012.     Promovarea sa a teoriei noutății și a legăturii sale cu calendarul Maya este considerată ca fiind unul dintre factorii care conduc la convingerile pe scară largă despre escatologia din 2012 .  Teoria noutății este considerată pseudoștiință .  

## Idei

### Teoria noutății
Teoria noutății este o idee pseudoștiințifică   care intenționează să prezică evoluția și fluxul noutății în univers ca o calitate intrinseca a timpului, propunând că timpul nu este o constantă, ci are diverse calități care tind spre „obicei” sau "noutate".  Obiceiul, în acest context, poate fi gândit ca fiind entropic, repetitiv sau conservator; și noutatea ca fenomene creative, disjunctive sau progresive.  Ideea lui McKenna era că universul este un motor proiectat pentru producerea și conservarea noutății și că, pe măsură ce noutatea crește, la fel și complexitatea . Fiecare nivel de complexitate obținut devine platforma pentru o ascensiune suplimentară către complexitate.  
Baza teoriei a fost concepută inițial la mijlocul anilor ’70, după ce experiențele lui McKenna cu ciupercile halucinogene la "La Chorrera" din Amazon l-au determinat să studieze îndeaproape secvența King Wen a Yi-Jing -ului.   